# St. Louis Hawks 1963-1964
La stagione 1963-64 dei St. Louis Hawks fu la 15ª nella NBA per la franchigia.
I St. Louis Hawks arrivarono secondi nella Western Division con un record di 46–34. Nei play-off vinsero la semifinale di division contro i Los Angeles Lakers (3–2), perdendo poi la finale di division contro i San Francisco Warriors (3–4).

## Risultati
| Squadra                | V  | P  | %    | GB |
| ---------------------- | -- | -- | ---- | -- |
| San Francisco Warriors | 48 | 32 | 60,0 | -  |
| St. Louis Hawks        | 46 | 34 | 57,5 | 2  |
| Los Angeles Lakers     | 42 | 38 | 52,5 | 6  |
| Baltimore Bullets      | 31 | 49 | 38,8 | 17 |
| Detroit Pistons        | 23 | 57 | 28,8 | 25 |

## Roster
| N° | Naz.                   | Ruolo | Sportivo       | Anno | Alt. | Peso |
| -- | ---------------------- | ----- | -------------- | ---- | ---- | ---- |
|    | Stati Uniti (bandiera) | PG    | Ken Rohloff    | 1939 | 183  | 88   |
| 9  | Stati Uniti (bandiera) | AC    | Bob Pettit     | 1932 | 206  | 93   |
| 10 | Stati Uniti (bandiera) | C     | Bevo Nordmann  | 1939 | 208  | 102  |
| 12 | Stati Uniti (bandiera) | AP    | Mike Farmer    | 1936 | 201  | 95   |
| 14 | Stati Uniti (bandiera) | P     | Lenny Wilkens  | 1937 | 185  | 82   |
| 15 | Stati Uniti (bandiera) | G     | Richie Guerin  | 1932 | 193  | 88   |
| 16 | Stati Uniti (bandiera) | GA    | Cliff Hagan    | 1931 | 193  | 95   |
| 17 | Stati Uniti (bandiera) | G     | Chico Vaughn   | 1940 | 188  | 86   |
| 20 | Stati Uniti (bandiera) | G     | John Barnhill  | 1938 | 185  | 82   |
| 24 | Stati Uniti (bandiera) | PG    | Bob Duffy      | 1940 | 191  | 84   |
| 31 | Stati Uniti (bandiera) | C     | Zelmo Beaty    | 1939 | 206  | 102  |
| 32 | Stati Uniti (bandiera) | AG    | Bill Bridges   | 1939 | 198  | 103  |
| 34 | Stati Uniti (bandiera) | C     | Gene Tormohlen | 1937 | 203  | 104  |
| 40 | Stati Uniti (bandiera) | G     | Gerry Ward     | 1941 | 193  | 88   |

## Staff tecnico
- Allenatore: Harry Gallatin